# Liga Premier de Siria 2015-16
La Liga Premier de Siria 2015-16 es la 45.ª edición desde su establecimiento. Esta temporada estará dividida en dos fases. La fase inicial será de dos grupos de 10 equipos, y comenzó el 22 de noviembre de 2015. Los primeros 3 de cada grupo avanzaran a una ronda de campeonato para determinar el campeón de liga. Los dos equipos ubicados en la parte baja de la tabla descenderán a la Segunda División de Siria.
Todos los partidos son jugados en Damasco y Latakia, debido a razones de seguridad por la Guerra Civil Siria

## Primera fase
Cada equipo juega dos veces contra sus rivales, los tres primeros avanzan a la ronda de campeonato. Los últimos dos, son relegados.

### Grupo A
|     | Equipos de fútbol | PJ | G  | E | P | GF | GC | Dif | Pts |
| --- | ----------------- | -- | -- | - | - | -- | -- | --- | --- |
| 01. | Al-Jaish (A)      | 16 | 13 | 2 | 1 | 28 | 09 | +19 | 41  |
| 02. | Al-Karamah (A)    | 16 | 10 | 2 | 4 | 22 | 12 | +10 | 32  |
| 03. | Al-Muhafaza (A)   | 16 | 5  | 8 | 3 | 10 | 09 | +1  | 23  |
| 04. | Al-Majd           | 16 | 4  | 6 | 6 | 14 | 14 | +0  | 18  |
| 05. | Jableh SC         | 16 | 4  | 6 | 6 | 07 | 10 | -3  | 18  |
| 06. | Al-Hottin         | 16 | 4  | 5 | 7 | 12 | 17 | -5  | 17  |
| 07. | Al-Taliya         | 16 | 3  | 7 | 6 | 10 | 14 | -4  | 16  |
| 08. | Al-Horriya        | 16 | 3  | 6 | 7 | 10 | 18 | -8  | 15  |
| 09. | Al-Jazeera        | 16 | 1  | 8 | 7 | 09 | 18 | -9  | 11  |
| 10. | Omayya            | 00 | 0  | 0 | 0 | 00 | 00 | +0  | 0   |

### Grupo B
|     | Equipos de fútbol | PJ | G  | E | P  | GF | GC | Dif | Pts |
| --- | ----------------- | -- | -- | - | -- | -- | -- | --- | --- |
| 01. | Al-Wahda          | 18 | 15 | 3 | 0  | 47 | 06 | +41 | 48  |
| 03. | Al-Ittihad        | 18 | 11 | 5 | 2  | 5  | 4  | +1  | 10  |
| 02. | Al-Shorta         | 18 | 10 | 7 | 1  | 31 | 11 | +20 | 37  |
| 04. | Teshrin SC        | 18 | 9  | 5 | 4  | 26 | 11 | +15 | 32  |
| 05. | Al-Wathba         | 18 | 6  | 4 | 8  | 19 | 24 | -5  | 22  |
| 06. | Al-Nidal          | 18 | 4  | 6 | 8  | 21 | 34 | -13 | 18  |
| 07. | Al-Nawair         | 18 | 4  | 6 | 8  | 20 | 30 | -10 | 18  |
| 08. | Al-Futowa         | 18 | 4  | 6 | 8  | 19 | 26 | -7  | 18  |
| 09. | Al-Jihad          | 18 | 2  | 6 | 10 | 19 | 34 | -15 | 12  |
| 10. | Musfat Baniyas    | 18 | 0  | 2 | 16 | 06 | 53 | -47 | 2   |

Pts = Puntos; PJ = Partidos jugados; G = Partidos ganados; E = Partidos empatados; P = Partidos perdidos; GF = Goles anotados; GC = Goles recibidos; Dif = Diferencia de goles

(C) = Campeón; (D) = Descendido.

Fuente:
|  | Ronda de Campeonato                     |
|  | Descenso a la Segunda División de Siria |
|  | Desistió de participar                  |

## Fase final
Cada equipo juega un veces contra sus rivales. Los ganadores de la primera fase obtuvierom tres puntos, los segundos lugares obtienen dos puntos, y los ubicados en tercer lugar, un punto. Como resultado, los equipos arrancan con los siguientes puntos: Al-Jaish 3, Al-Wahda 3, Al-Karamah 2, Al-Ittihad 2, Al-Muhafaza 1 y Al-Shorta 1.
El que acumule más puntos, es declarado campeón de la Liga Premier, y clasifica a la ronda preliminar de la Liga de Campeones 2017.
|     | Equipos de fútbol | PJ | G | E | P | GF | GC | Dif | Pts |
| --- | ----------------- | -- | - | - | - | -- | -- | --- | --- |
| 01. | Al-Jaish (C)      | 5  | 4 | 1 | 0 | 12 | 03 | +9  | 16  |
| 02. | Al-Wahda          | 5  | 3 | 2 | 0 | 10 | 03 | +7  | 14  |
| 03. | Al-Ittihad        | 5  | 3 | 0 | 2 | 04 | 09 | -5  | 11  |
| 04. | Al-Karamah        | 5  | 2 | 0 | 3 | 07 | 08 | -1  | 8   |
| 05. | Al-Shorta         | 5  | 1 | 0 | 4 | 04 | 09 | -5  | 4   |
| 06. | Al-Muhafaza       | 5  | 0 | 1 | 4 | 01 | 06 | -5  | 2   |

Pts = Puntos; PJ = Partidos jugados; G = Partidos ganados; E = Partidos empatados; P = Partidos perdidos; GF = Goles anotados; GC = Goles recibidos; Dif = Diferencia de goles

(C) = Campeón.

Fuente:
1. ↑  También clasificó a la Copa Mundial de Clubes Árabes 2016-17
2. 1 2  Tiene 3 puntos de bonificación.
3. ↑  Ganador de la Copa de Siria 2016
4. 1 2  Tiene 2 puntos de bonificación.
5. 1 2  Tiene 1 punto de bonificación.

|  | Liga de Campeones 2017 (Play-off)     |
|  | Copa AFC 2017 (Fase de grupos)        |
|  | Copa Mundial de Clubes Árabes 2016-17 |